# Christine Van Den Wyngaert
Christine Van Den Wyngaert (ur. 2 kwietnia 1952 w Antwerpii) – belgijska prawniczka, obecnie sędzia Międzynarodowego Trybunału Karnego (ICC).
Uzyskała magisterium (1974), a następnie doktorat (1979) w zakresie nauk prawnych na Uniwersytecie w Brukseli. Większość swojej kariery poświęciła pracy naukowej, specjalizując się w kwestiach praw człowieka, przestępczości transgranicznej i procedur ekstradycyjnych. W 1985 objęła stanowisko profesora prawa karnego na Uniwersytecie w Antwerpii. Pełniła również funkcję visiting professor na uczelniach w Wielkiej Brytanii i Południowej Afryki. W roku 2001 odebrała doktorat honoris causa Uniwersytetu w Uppsali.
W latach 1993–2000 była ekspertem Komisji Europejskiej do spraw transgranicznej przestępczości gospodarczej. Od 2000 do 2002 była belgijskim sędzią ad hoc w sprawie wytoczonej Belgii przez Demokratyczną Republikę Konga przed Międzynarodowym Trybunałem Sprawiedliwości. Od 2003 zasiada w ICTY, początkowo jako sędzia ad litem, a od 2005 jako sędzia stały.
30 lipca 2008 ogłoszono, iż znajdzie się w składzie orzekającym w procesie byłego przywódcy bośniackich Serbów, Radovana Karadžicia.